# Lunzberge

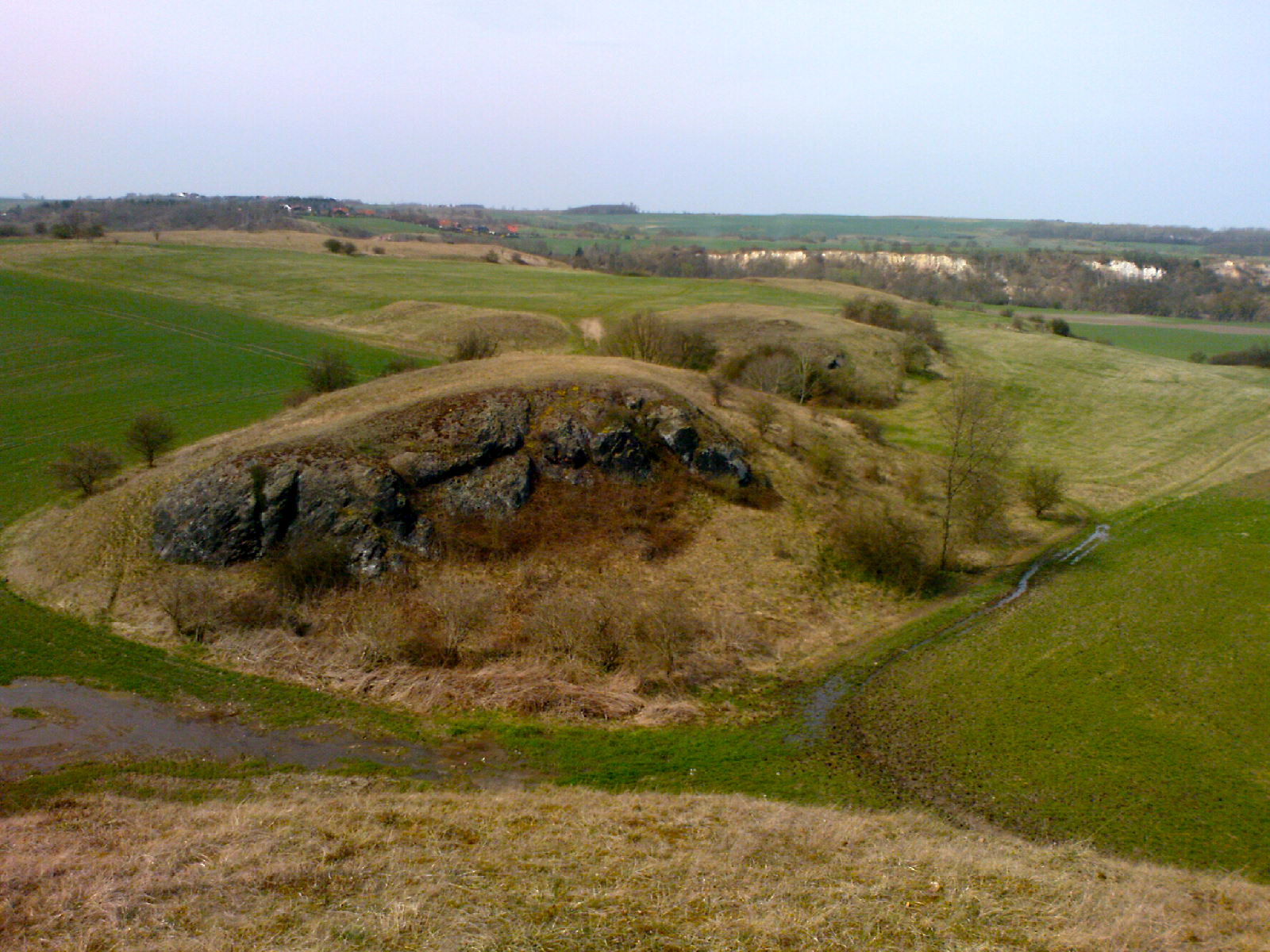
Blick auf die westlichen Lunzberge

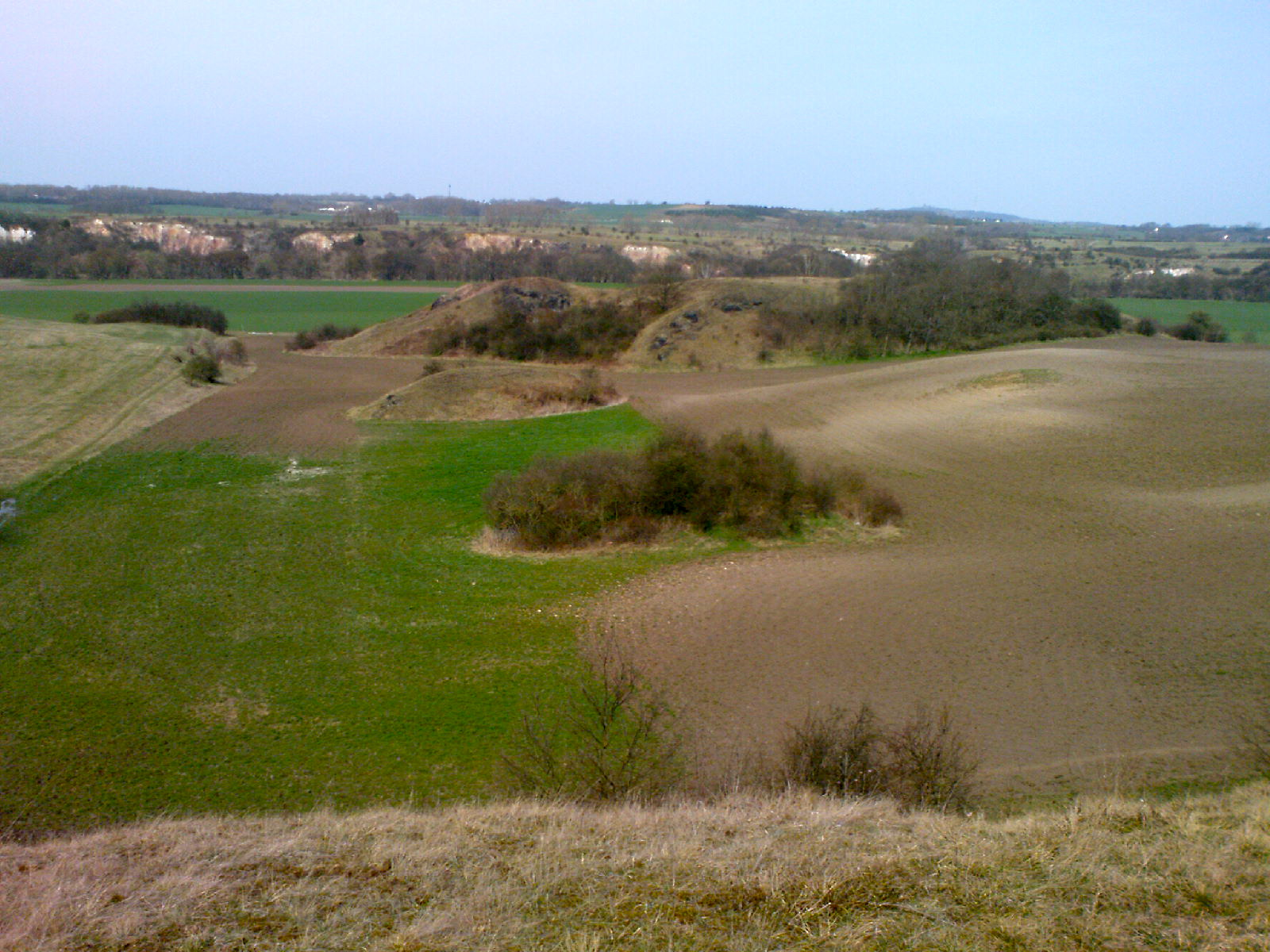
Blick auf die östlichen Lunzberge (im Hintergrund die Brachwitzer Alpen und der Petersberg).

Die  Lunzberge  bilden ein Felsmassiv im Norden von Halle (Saale).

## Lage
Die Lunzberge bilden das sachsen-anhaltische Naturschutzgebiet Lunzberge, das im Landschaftsschutzgebiet Saale liegt. Sie erstrecken sich westlich von Lettin bis fast zur Saalefähre Brachwitz und nach Neuragoczy. Das NSG befindet sich im FFH-Gebiet Porphyrkuppenlandschaft nordwestlich Halle.

## Geologie
Das Felsmassiv besteht aus Porphyrgestein, welches inmitten eines Löß-Schwarzerde-Gebietes liegt. Es erstreckt sich am Rande der Saaleaue (80 -107 m ü. NN).  

## Flora

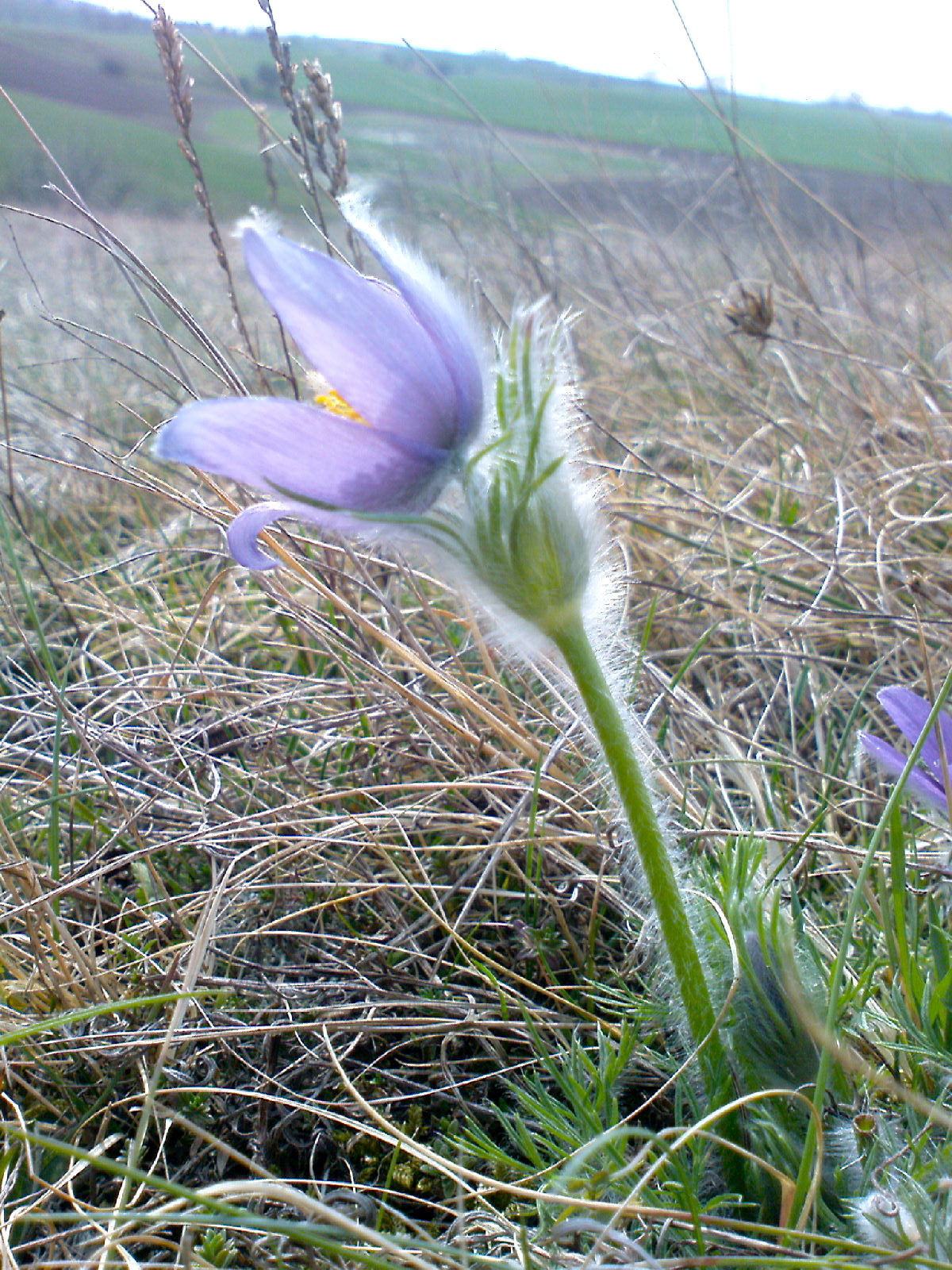
Gewöhnliche Kuhschelle auf den Lunzbergen

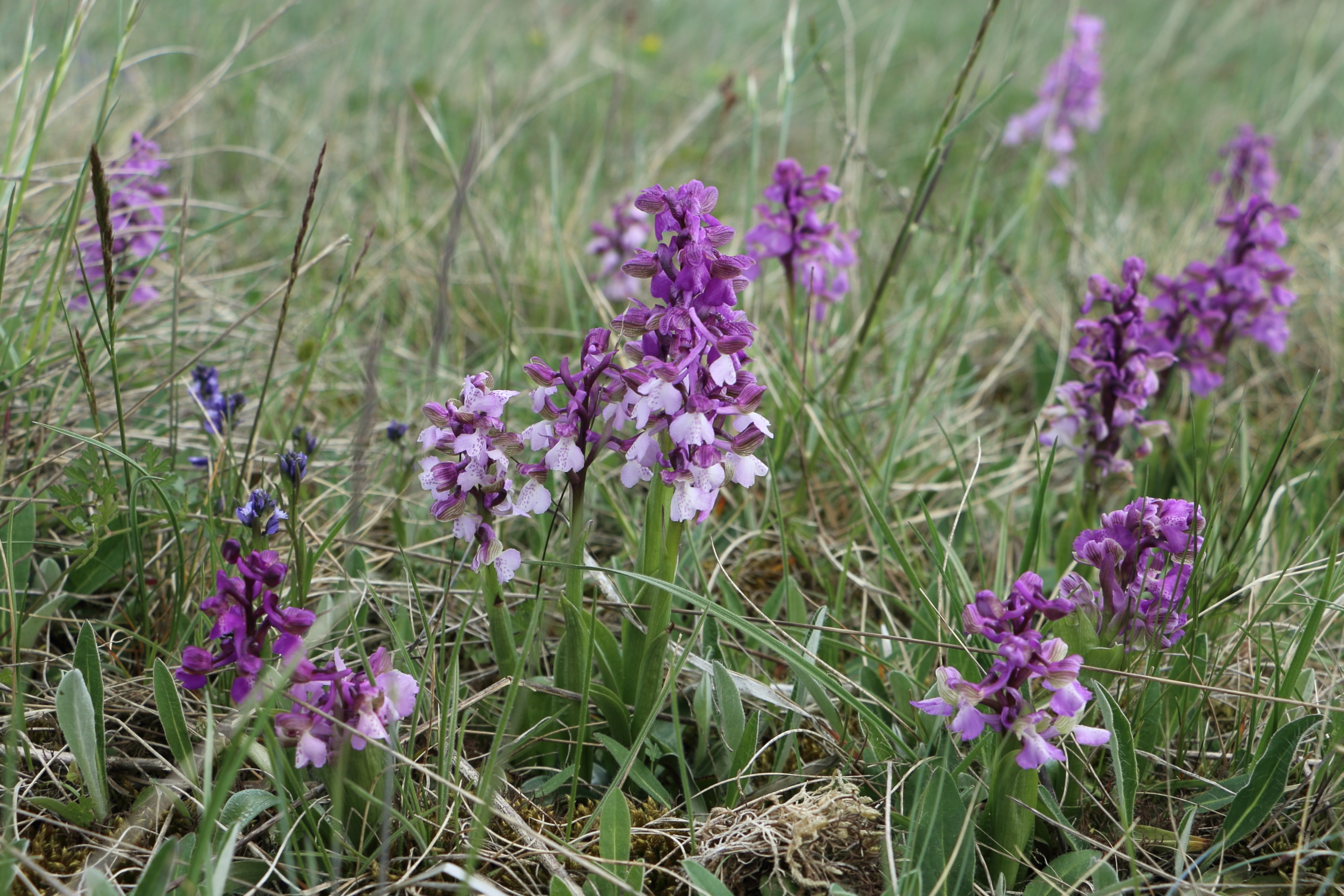
Kleines Knabenkraut auf den Lunzbergen

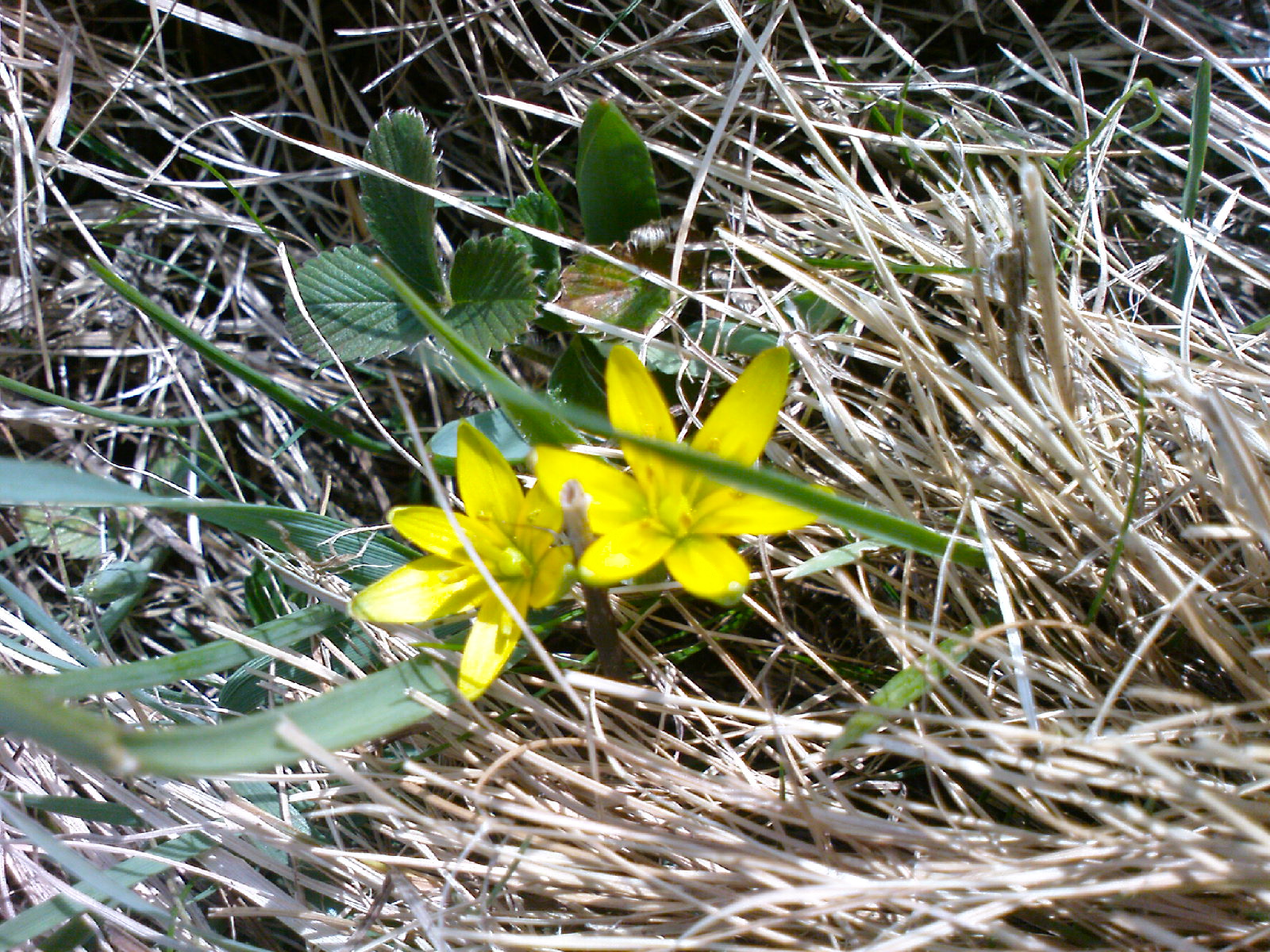
Eine unbestimmte Gelbstern-Art im Trockenrasen der Lunzberge

Die Lunzberge sind bekannt für ihre Trocken- bis Halbtrockenrasen und ihre Felsformationen. Außer der Trockenrasenvegetation kommen auch Zwergstrauchheiden, die Wiesenhafer-Gesellschaft, Federgrassteppen und Fieder-Zwenkenrasen vor.
Typische Arten der Flora der Lunzberge sind:                
- Glatt-Brillenschötchen (Biscutella laevigata)
- Färber-Scharte (Serratula tinctoria)
- Berg-Haarstrang (Peucedanum oreoselinum)
- Knäuel-Glockenblume (Campanula glomerata)
- Illyrischer Hahnenfuß (Ranunculus illyricus)
- Kleines Knabenkraut (Orchis morio)
- Gewöhnliche Kuhschelle (Pulsatilla vulgaris)
- Ohrlöffel-Leimkraut (Silene otites)
- Pfriemengras (Stipa capillata)
- Dänischer Tragant (Astragalus danicus)
- Schmalblütige Traubenhyazinthe (Muscari tenuiflorum)
- Gelbsterne (Gagea spec.)

## Fauna
Die Lunzberge beherbergen eine artenreiche Fauna. Neben Lurchen und Kriechtieren leben im NSG viele Vögel-, Säugetier- und Insektenarten.
Typische Arten der Fauna der Lunzberge sind:
Brutvögel
- Braunkehlchen (Saxicola rubetra)
- Grauammer (Emberiza calandra)
- Rebhuhn (Perdix perdix)

Säugetiere
- Reh (Capreolus capreolus)
- Feldhase (Lepus europaeus)

Insekten
- Feld-Grashüpfer (Chorthippus apricarius)
- Langflüglige Schwertschrecke (Conocephalus discolor)
- Gefleckte Keulenschrecke (Myrmeleotettix maculatus)
- Blauflüglige Ödlandschrecke (Oedipoda caerulescens)
- Rotleibiger Grashüpfer (Omocestus haemorrhoidalis)
- Kleiner Heidegrashüpfer (Stenobothrus stigmaticus)
- Großer Bombardierkäfer (Brachinus crepitans)
- Cymindis angularis
- Cymindis axillaris
- Licinus depressus
- Masoreus wetterhallii
- Mattschwarzer Buntgrabläufer (Poecilus punctulatus)
- Malven-Dickkopffalter (Carcharodus alceae)
- Berghexe (Chazara briseis)
- Violetter Waldbläuling (Cyaniris semiargus)
- Feuriger Perlmuttfalter (Fabriciana adippe)
- Karden-Sonneneule (Heliothis viriplaca)
- Komma-Dickkopffalter (Hesperia comma)
- Ockerbindige Samtfalter (Hipparchia semele)
- Silbergrüne Bläuling (Polyommatus coridon)
- Knöterich-Purpurspanner (Lythria purpuraria)
- Großer Perlmuttfalter (Mesoacidalia aglaja)
- Malven-Würfelfleck (Pyrgus malvae)
- Weißfleck-Widderchen (Amata phegea)
- Malachitkäfer (Malachius bipustulatus)
- Leuchtkäfer-Arten (Lampyridae)
- Weichkäfer-Arten (Cantharidae)
- Wollhaarkäfer-Arten (Dasytidae)
- Marienkäfer-Arten (Coccinellidae)
- Zikaden-Arten (Auchenorrhyncha)

## Erhaltungsmaßnahmen
Der Zustand des Gebietes ist gut. Teile des Areals erfordern regelmäßige Entbuschung bzw. Beweidung, u. a. zur Kontrolle von Robinienbeständen.